# Aage Blumensaadt

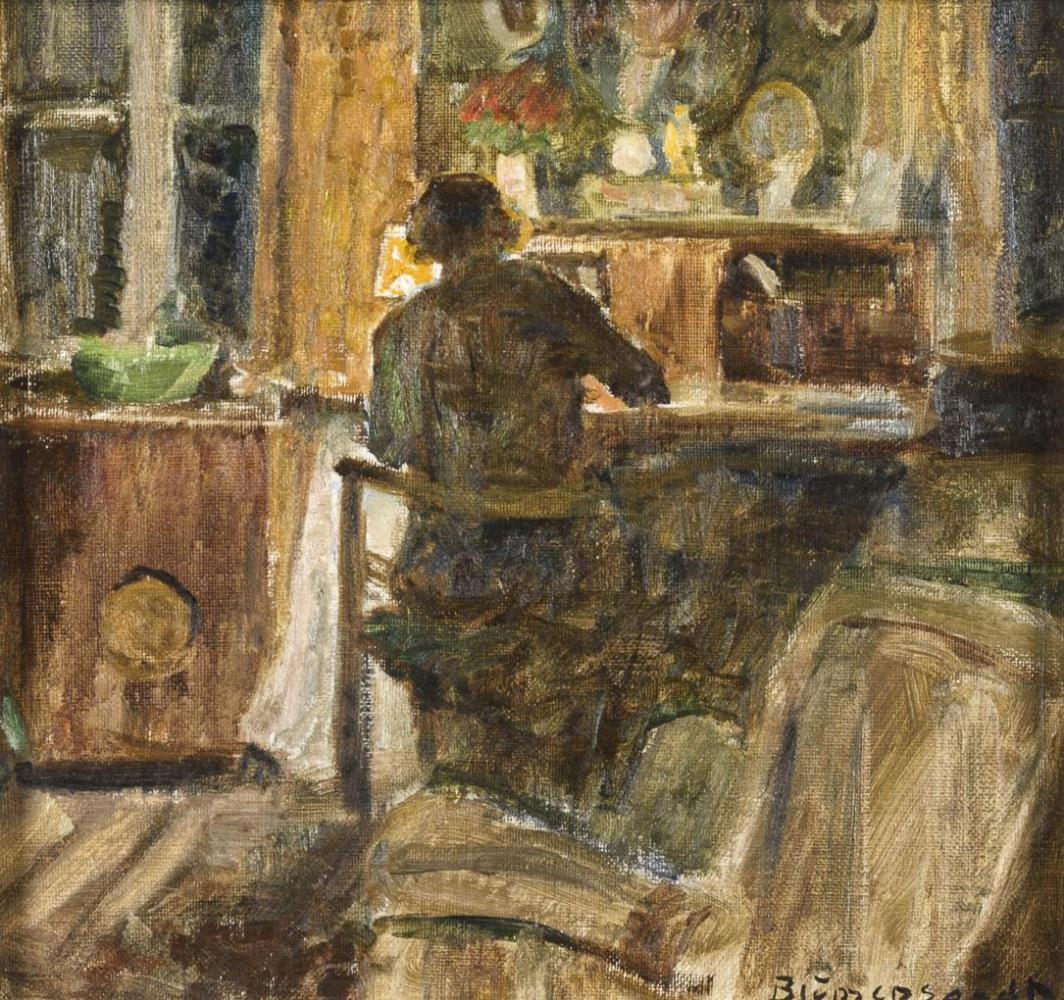
„Mann am Schreibtisch“

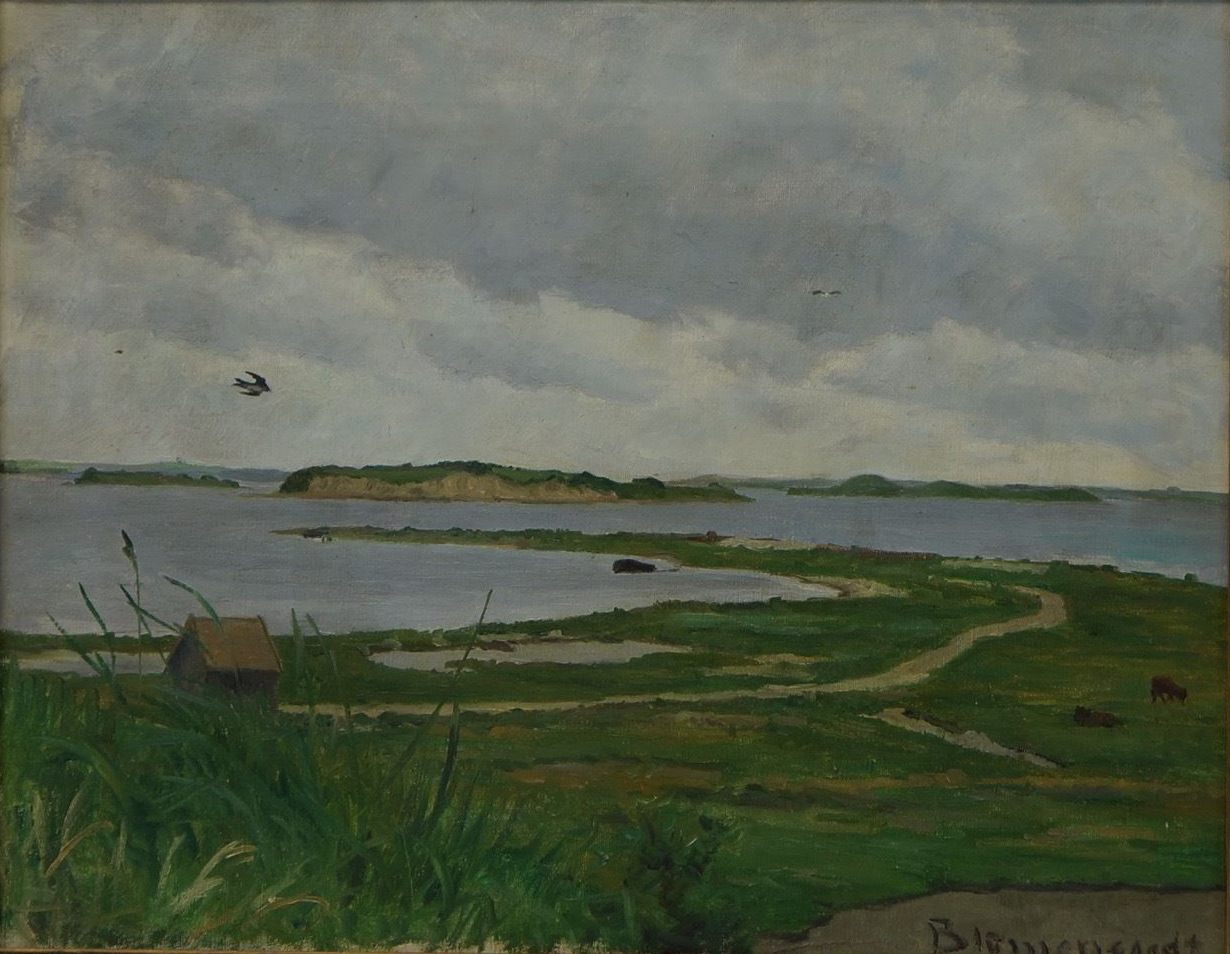
„Fyns Hoved“ (ca. 1925)

Aage Trolle Blumensaadt (* 14. April 1889 in Odense; † 6. November 1939 in Vejlefjord) war ein dänischer Maler.

## Leben
Aage wurde als Sohn des Seifenfabrikanten Oskar Emil Blumensaadt und dessen Frau Haralda Bernhardine Trolle geboren. Von 1905 bis 1907 studierte Blumensaadt an der Kunstakademie in Sorø. Danach arbeitete er für einige Jahre als Sänger und Schauspieler, unter anderem von 1911 bis 1916 am Kopenhagener Dagmartheater, tourte unter anderem mit Oda Nielsen, wandte sich dann aber vermehrt der Malerei zu. 1918 studierte er bei dem wenige Jahre älteren Harald Giersing, einem der wichtigsten Vertreter klassisch-moderner dänischer Malerei und stand der Künstlergruppe Grønningen nahe. Längere Studienreisen führten ihn nach Berlin, Dresden und Paris (1920) sowie nach Norwegen (1928).
Seit 1921 war Blumensaadt mit Emma Margrethe Larsen (1888–1979), der Tochter eines Managers der Reederei DFDS, verheiratet und war dadurch wohl finanziell abgesichert. Er lebte seit 1920 in Sorø, wo er als Zeichenlehrer an der Sorø Akademi tätig war. 1939 starb Aage Blumensaadt im Alter von 50 Jahren im Vejlefjord-Sanatorium an Tuberkulose und wurde in Pedersborg beigesetzt.

## Werk
Den wichtigsten Teil seines Schaffens bilden Landschaftsdarstellungen, in seinem Spätwerk häufig aus Sorø und Umgebung, doch auch Porträts und Stadtszenen. Weiterhin experimentierte er auch mit größeren dekorativen Projekten. Präsentationen unter Beteiligung seiner Werke waren die Frühjahrsausstellungen in der Kunsthalle Charlottenborg in Kopenhagen (1920–25), die Ausstellung der Künstler Fünens in Odense (1927) sowie die Foren der Künstlervereinigung vom 18. November in Kopenhagen (1936–39). 1971 wurde in Sorø eine Retrospektive seines Schaffens gezeigt. Das dortige Kunstmuseum ist im Besitz eines Teiles seines Nachlasses.